# Cathédrale Saint-Eustathe-de-Mtskheta d'Ertatsminda
La cathédrale Saint-Eustathe-de-Mtskheta d'Ertatsminda (en géorgien : ერთაწმინდის ტაძარი) est une église orthodoxe géorgienne du XIIIe siècle dédiée à saint Eustathe de Mtskheta.

## Description
L'église en pierres taillées et ornementées présente une architecture typique pour les églises géorgiennes des XIIe et XIIIe siècles.